# Brug 631
Brug 631 is een vaste brug in Amsterdam Nieuw-West.
De brug ligt over een duiker, die de verbinding vormt tussen de Sloterparkbadsingel en een gracht die de scheiding vormt tussen Slotermeer en het Sloterpark. De brug en duiker werden in 1955 gelegd in wat toen de Westoever (de westoever van de Sloterplas) heette, in 1974 omgedoopt tot President Allendelaan.
Werkzaamheden voor de aanleg voor de brug en duiker werden bij toeval vastgelegd tijdens een luchtfoto genomen op 21 september 1955. Voor de aanleg moest toen de Westoever, die al in 1950 aangelegd werd voordat hier woningen kwamen, even omgelegd worden. De duiker werd destijds aangelegd op een kale vlakte, een terrein dat later werd gebruikt voor de aanleg van het Sloterpark. De brug is in de loop der jaren geheel in de omgeving opgenomen, zodat automobilisten geen idee hebben dat hier een brug ligt.
In de 21e eeuw werd het fiets- en voetpad behorend bij de President Allendelaan richting park verlegd op een aparte dam, waarbij men een buis door de dam heen als duiker heeft gebruikt. Omdat de duiker op een kanoroute lag kwamen er uit die hoek klachten. De gemeente maakte in 2012 een uit- en instapsteiger aan beide kanten van de dam; waardoor de buisduiker geheel onzichtbaar werd.

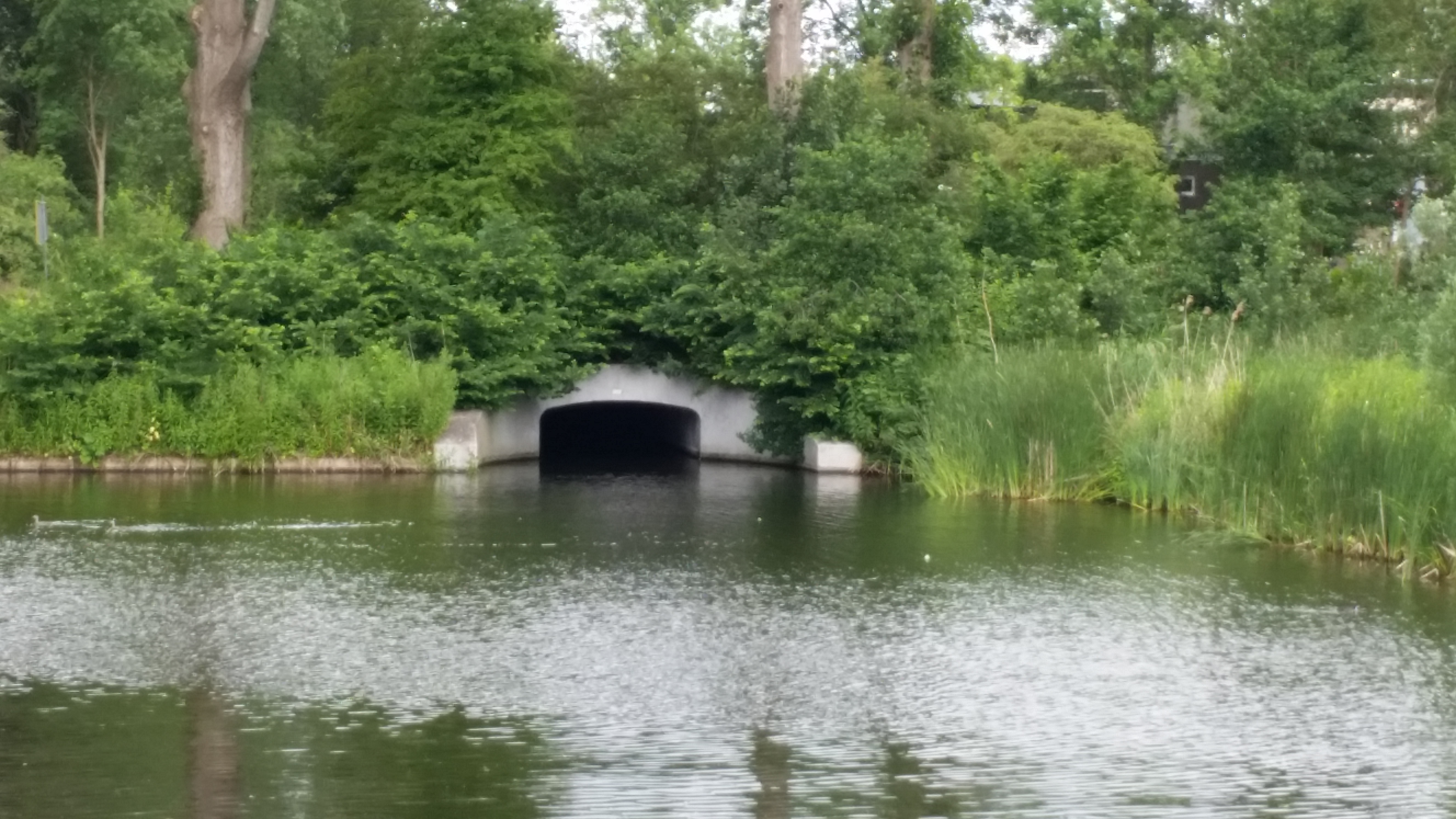
De oostkant van brug 631 (juni 2018)

<<< · 600 · 601 · 602 · 603 · 604 · 605 · 606 · 607 · 608 · 609 · 610 · 611 · 612 · 613 · 614 · 615 · 616 · 617 · 618 · 619 · 620 · 621 · 622 · 623 · 624 · 626 · 627 · 628 · 629 · 630 · 631 · 632 · 633 · 634 · 635 · 636 · 637 · 638 · 639 · 643 · 651 · 652 · 653 · 655 · 656 · 657 · 658 · 659 · 660 · 661 · 662 · 663 · 664 · 665 · 666 · 667 · 668 · 669 · 670 · 671 · 673 · 674 · 675 · 676 · 677 · 678 · 679 · 681 · 682 · 683 · 684 · 685 · 687 · 688 · 689 · 690 · 691 · 692 · 695 · 696 · 699 · >>>
Verdwenen brugnummers: 625 (afgebroken brug Sam van Houtenstraat), 640, 644, 645, 646, 647, 648, 650, 672 (duiker Cornelis Lelylaan, Rembrandtpark), 694, 698.
Nooit gebouwd: 649, 680 (nooit gebouwde brug Sloterplas).
Brugnummers 641, 642, 654, 686, 693, 694 en 697 zijn onbekend.